# Петар Чарнојевић
Гроф Петар Чарнојевић од Маче и Малог Оросина (мађ. Csernovits Péter; Мача, 13. март 1810 — Фењ, 27. април 1892) је био угарски племић српског порекла, политичар, велики жупан Тамишке жупаније и краљевски комесар током Револуције 1848—1849. године.

## Порекло
Потиче из гране породице Јоакима, старијег брата Арсенија Чарнојевића. Јоакимов син Михајло добио је мађарско племство 1720. године. Он је из брака са Аном Јорге имао сина Јована, а из другог брака са Аном Ковањи (удовица Ранка Сировице) два сина: Павла и Симона. Ана Ковањи је из првог брака довела синове Арсенија (1716—1766) и Ђорђа (1720—1759), које је Михајло Чарнојевић усвојио 1742. године. Јованова и Павлова грана су остале без потомака, само је Симон имао наследнике; међутим, они су живели у Русији. Од усвојених синова Ранка Сировице Арсеније је имао осморо, а Ђорђе троје деце. Један од Арсенијевих синова био је Павле Чарнојевић (1755—1840), краљевски саветник, а његов унук Петар Чарнојевић. Конкретније, Петар је био праунук Ранка Сировице.

## Политичка каријера
Врло је рано ступио у политички и јавни живот, као образовани Србин а мађарски племић. Учествовао је на свим српским црквено-народним саборима између 1837—1871. године. На сабору 1842. године први пут се истакао, подржавајући кандидата за српског митрополита Пантелејмона Живковића. Изабран је 1843. године у Арадској жупанији за либералног посланика у Угарски сабор. Иако лојалан угарским властима залагао се против асимилације, и за проширење права немађара. После Револуције два пута је хапшен (1849. и 1852), због блискости и повезаности са Лајошом Кошутом, којем је помогао да се спасе смрти, али је убрзо пуштан на слободу. Свог рођака злогласног мађарског генерала Дамјанића је тајно сахранио. Уопште речено, помагао је Мађарима после револуције "да стану на своје ноге". Године 1861. био је посланик на Карловачком благовештенском сабору, када се залагао за приближавања са Мађарима. У политичком животу Срба он је мало учествовао; на сабору 1864. године он је у опозицији, али спада међу покретаче српске народне странке. Био је мецена арадског позоришта. Од 1865. до 1875. био је посланик Угарског парламента у три циклуса.

## Револуција 1848—1849. године
Револуционарна влада Лајоша Баћањија именовала га је крајем априла 1848. за краљевског комесара и великог жупана Тамишке жупаније са задатком да умири устанике у јужној Угарској. Такође му је додељена и титула тамишког грофа. Функцију комесара обављао је од 27. априла до 28. јула 1848. године. Првобитно је требало да испита захтеве устаника, и, по могућству, постигне договор у оквиру закона Краљевине Угарске. Међутим, након немира у Великој Кикинди и уништавања зграде Диштрикта његова овлашћења су проширена и мисија промењена. Сада је за циљ имао успостављање реда и мира, имовинске и личне безбедности у Торонталској жупанији и кажњавање виновника за нереде у Великој Кикинди. На територијама жупанија Бачко-Бодрошке, Торонталске, Тамишке, Крашовске и Арадске, те у краљевским градовима Суботица, Сомбор, Нови Сад, Арад и Темишвар, као и у Шајкашкој области, требало је да буду формирани преки судови.
Његов приступ заснивао се на мирном решењу конфликта, како би будући суживот Срба и Мађара био могућ. И једна и друга страна су га осудиле — Срби су сматрали да је издао националне интересе, док су му Мађари замерали неодлучност и оклевање да употреби силу како би угушио Буну. Када је у јулу 1848. мађарска влада одлучила да оружјем сломи устанак Чарнојевић се отворено супротставио таквом решењу и потом је разрешен дужности. На његово место дошао је Тамишки поджупан Сава Вуковић.
Био ожењен Ружом, ћерком капетана Мише Анастасијевића. У браку је имао сина Арсенија и кћерку Лауру, удату за порумуњеног Цинцарина, Мочоњија. После 1871. године материјално је веома "посрнуо", услед раскалашног живота (наводно "прокоцкао" на картама је велики капитал) па се силом прилика повукао у миран и оскудан живот. Био је у своје време од великог угледа код Мађара; уважен и популаран, због своје богатства, патриотизма и дарежљивости — каваљерства.
Петар Чарнојевић — осиромашели племић, умро је 1892. године у Фењу, код кћерке Лауре Мочоњи, а његови посмртни остаци пренети су у породичну гробницу у Руско Село код Кикинде. У некрологу се за њега наводи: Покојни Чарнојевић није погађао у политици увек добар пут; али је био честит Србин, који је своме народу увек искрено желио добра, и који се за њега заузимао према својим силама. Био је добар и племенитог срца човек.